# Andrés Lerín
Andrés Lerín Bayona (Jaurrieta, 7 dicembre 1913 – Saragozza, 19 novembre 1998) è stato un calciatore e allenatore di calcio spagnolo, di ruolo portiere.

## Carriera

### Gli esordi e la prima esperienza al Saragozza FC
A 14 anni giocò in Tercera División con il Club Deportivo Tudelano. Successivamente gioca con l'SD Escoriaza e l'Español de Arrabal.
Nel 1932 arrivò al Zaragoza Football Club, squadra fondata nello stesso anno che si apprestava ad affrontare il suo primo campionato in Tercera División. Fu il primo portiere della squadra aragonese, che in quegli anni venne soprannominata come Alifantes.
Debuttò il 13 novembre 1932 a Irún, nei Paesi Baschi. La squadra di casa vinceva per 7-0, con i gol, tra gli altri, di Luis Regueiro e Julio Antonio Elícegui, quando il portiere del Saragozza Julián Osés si infortunò. Lerín fu incaricato di sostituirlo e fermò la goleada, ottenendo il posto da titolare per le giornate successive.
Durante una trasferta contro il Real Valladolid, una serie di entrate dure provocarono gli infortuni Anduiza nel Saragozza e di Sañudo nella squadra di casa. Al fischio finale, i tifosi del Valladolid invasero il campo. Lerín venne preso di mira e dovette essere scortato lontano dallo stadio da un'auto della polizia.
Durante la sua esperienza al Saragozza, Lerín venne soprannominato El Brozas.
Nel 1934 il Saragozza ottenne la prima promozione in Segunda División. Nel 1936, invece, festeggiò la prima promozione in massima serie della sua storia.
Nello stesso anno fu convocato da Amadeo García Salazar per due amichevoli della Nazionale spagnola, in Cecoslovacchia e in Svizzera, ma non poté aggregarsi alla squadra a causa di problemi legati al suo passaporto per l'espatrio.

### La guerra civile spagnola e l'esperienza francese
Nella pausa estiva successiva alla promozione, il portiere si recò in villeggiatura a Hondarribia, dove viveva un suo fratello. Contemporaneamente scoppiò la Guerra civile spagnola, a Hondarribia ci fu un'insurrezione militare nel mese di luglio. Nel mese di settembre i franchisti controllavano tutta la provincia di Gipuzkoa.
Lerín dovette fuggire a causa delle sue idee politiche repubblicane. Attraversò la frontiera francese e rientrò in Catalogna, zona controllata dai repubblicani.
Giocò nel Badalona, squadra catalana che, come il Sabadell, non era stata inserita nella Liga Mediterránea de fútbol.
Oltre a giocare a calcio, Lerín lavorò in una fabbrica che produceva esplosivi destinati al fronte.
Si arruolò nella 43 divisione dell'Esercito Repubblicano, soprannominata la Heroica. Passò la frontiera francese ma fu internato in un campo di prigionia a Saint-Cyprien. Rinchiuso in un luogo abbandonato, dove le epidemie mietevano vittime giorno dopo giorno, riuscì a evadere grazie all'aiuto di alcuni amici che si erano rifugiati a Tolosa, città della Francia che ospitava numerosi repubblicani spagnoli in esilio.
Un amico argentino lo mise in contatto con i dirigenti del Club Atlético Tigre, che prepararono un trasferimento del portiere a Buenos Aires, per giocare nella Primera División argentina e ricominciare una nuova vita oltreoceano. 
Il trasferimento non si concretizzò mai, perché, mentre Lerín si trovava a Marsiglia per inviare i suoi documenti al Consolato argentino, fu riconosciuto e fermato dalle forze dell'ordine. Infatti, le autorità argentine e quelle spagnole erano in buoni rapporti, e vietarono il suo espatrio dalla Francia.
Così rimase in Francia e si stabilì a Perpignan, dove si sposò con Blanca Villar, infermiera conosciuta nel campo di prigionia, e dove giocò per tre stagioni nel Perpignan Canet Football Club. In questo periodo gli fu proposto di acquisire la nazionalità francese per poter giocare con la Nazionale transalpina ma l'affare non si concretizzò.
Decise di tornare in Spagna e attraversò la frontiera a Cerbère. Giunse a Barcellona, dove fu individuato dalla Guardia Civil. Fu rinchiuso in un campo di concentramento a Reus in attesa del processo. Non venne condannato alla prigionia, ma gli fu vietato di giocare a calcio per i successivi cinque anni. Successivamente, riuscì a farsi ridurre il divieto a un solo anno.

### Il ritorno in Spagna
Nella stagione 1942-1943 fece finalmente ritorno al mondo del calcio, al Saragozza, che nel frattempo aveva esordito in Primera División, dopo l'interruzione del campionato. L'accoglienza da parte dei cittadini fu negativa, in campo e per strada gli veniva urlato "rosso" o "impiccati alla traversa". Questi atteggiamenti da parte dei franchisti proseguirono in tutte le città in cui si recò per giocare. Disputò solo quattro incontri nel club e a fine anno passò nelle Asturie al Real Gijón. Qui un posto da titolare. Nel primo anno ottenne la promozione in Primera, la prima della storia del club biancorosso, successivamente Lerín disputò 18 incontri in massima serie, raggiungendo il settimo posto in classifica.
A Gijón fu soprannominato El Maño, a causa del suo passato nel club di Saragozza, soprannominato nello stesso modo.
In una partita tra Gijón e Real Murcia, fu protagonista di un duro contrasto con l'avversario Alonso, che si infortunò a una gamba, la quale in seguito gli venne amputata.
Dal 1945 al 1947 Lerín giocò proprio nel Murcia, in Liga. Fu impiegato da titolare con regolarità in entrambe le stagioni, ma la seconda vide la squadra retrocedere in virtù del terzultimo posto in classifica. In seguito a questo evento tornò un'altra volta al Saragozza. Proseguì la carriera in Aragona fino all'età di 38 anni. Con il Saragozza collezionò in totale 122 presenze.
Dopo il ritiro dal calcio giocato continuò a vivere a Saragozza e a lavorare per il club, dove svolse diverse mansioni tra cui quelle di massaggiatore e di allenatore.